# Frankie Shaw
Rachel Frances "Frankie" Shaw (Boston, 11 de novembro de 1986) é uma atriz estadunidense, escritora, diretora e produtora que mora atualmente em Los Angeles. Ela é mais conhecida pelo seu papel de Mary Jo Cacciatore na série de TV Blue Mountain State. Ela também é conhecida pelo seu papel recorrente como Shayla Nico na primeira temporada da série de TV Mr. Robot da USA Network. Shaw também já produziu o seu curta-metragem SMILF, que ela escreveu, dirigiu e estrelou. SMILF estreou no Festival Sundance de Cinema de 2015 e foi premiado com o Prêmio do Júri Curta-Metragem.

## Vida Pessoal
Shaw cresceu em Brookline, Massachusetts. Ela se formou  na Barnard College da Universidade Columbia com licenciatura em literatura, em seguida se mudou para Los Angeles onde ela mora atualmente. Shaw teve um relacionamento com o ator Mark Webber o qual teve um filho junto.

## Filmografia

### Televisão
| Ano       | Série de TV                  | Papel              |
| --------- | ---------------------------- | ------------------ |
| 2005      | Law & Order: Criminal Intent | Marrissa           |
| 2006      | The Bedford Diaries          | Simone             |
| 2011      | Glory Daze                   | Gina               |
| 2010–2011 | Blue Mountain State          | Mary Jo Cacciatore |
| 2011      | CSI: NY                      | Kelly Rose         |
| 2011      | 2 Broke Girls                | Keefer             |
| 2013      | Hello Ladies                 | Nikki              |
| 2014      | Mixology                     | Fabienne           |
| 2015      | Mulaney                      | Julia              |
| 2015      | Tough Cookie                 | Heidi              |
| 2015      | Mr. Robot                    | Shayla Nico        |
| 2016      | Flaked                       | Natasha            |

### Cinema
| Ano  | Filme                                     | Papel              |
| ---- | ----------------------------------------- | ------------------ |
| 2005 | Night Swimming                            | Amber              |
| 2006 | Just Like the Son                         | Brenda             |
| 2007 | One Night                                 | Clarice            |
| 2008 | Explicit Ills                             | Michelle           |
| 2008 | Altamont Now                              | Karen Kennedy      |
| 2009 | The Northern Kingdom                      | Shauna             |
| 2009 | Falling Up                                | Gretchen           |
| 2009 | Red Hook                                  | Deena              |
| 2009 | The Freebie                               | Coffee Girl        |
| 2011 | Coffee Snobs                              | Customer           |
| 2011 | The End of Love                           | Evelyn             |
| 2012 | Spoonful                                  | Mac                |
| 2012 | Knife Fight                               | Samantha           |
| 2013 | The Pretty One                            | Claudia            |
| 2014 | Lullaby                                   | Janice             |
| 2014 | Someone Marry Barry                       | Camille            |
| 2014 | SMILF                                     | Bridgette Bird     |
| 2016 | Too Legit                                 | Jess               |
| 2016 | Joshy                                     | Crystal            |
| 2016 | Blue Mountain State: The Rise of Thadland | Mary Jo Cacciatore |
| 2016 | Dreamland                                 | Lizzie             |
| 2016 | Tough Cookie                              | Heidi              |
| 2016 | Fludic                                    | Emlyn              |
| 2017 | Stronger                                  | Gail               |
| 2024 | Absolution                                | Daisy              |